# Hydnora africana
Hydnora africana är en tvåhjärtbladig växtart som beskrevs av Carl Peter Thunberg. Hydnora africana ingår i släktet Hydnora och familjen Hydnoraceae. Inga underarter finns listade i Catalogue of Life.